# Santidade de Jaguaripe
La Santidade de Jaguaripe (« Sainteté de Jaguaripe » en portugais) était un mouvement millénariste né dans l'État de Bahia, au Brésil, vers 1580-1585, au moment où le commerce triangulaire commençait à s'organiser. Alors que l'évangélisation allait de pair avec la colonisation, la religion chrétienne fut ainsi retournée contre le colon par ce mouvement. Il s'agit d'un des rares exemples connus de mouvement millénariste créé par des esclaves . Ces esclaves en fuite fondèrent un culte à Jaguaripe qui essaima rapidement dans la Baie de tous les saints, avant d'être réprimé par les autorités politiques, les Jésuites et l'Inquisition romaine.

## Histoire
Il était basé à Jaguaripe, dans la Baie de tous les saints, dans l'arrière-pays de Salvador de Bahia, où le mouvement avait construit un village et un temple dans une plantation de sucre. À l'époque, Bahia aurait été habité par 25 000 personnes, dont près d'un tiers d'Amérindiens baptisés . Beaucoup d'Amérindiens (Tupi-Guaranis), de Noirs et de métis (mamelucos), réduits en esclavage et convertis au christianisme, s'enfuirent de la ville pour rejoindre cette secte, dirigée par la « Mère de Dieu ». Celle-là mêlait baptêmes, prières, confessions, parler en langues, etc. Ses membres fumaient du tabac et entraient en transes fréquentes. Les croyants pensaient que les fruits de la terre allaient pousser d'eux-mêmes, et qu'ils n'auraient besoin ni de manger, ni de boire. Ils croyaient en outre que Dieu viendraient les délivrer des Blancs et en faire les seigneurs de ces derniers; qu'ils s'envoleraient aux cieux tandis que les mécréants seraient transformés en oiseaux et animaux des forêts. 
Au moins une soixantaine de personnes communiaient en ce culte à Jaguaripe. Celui-ci semblait organisé, avec une hiérarchie ecclésiastique, tandis que la Santidade avait fondé des écoles pour éduquer les enfants, ce qui inquiétait particulièrement les Jésuites . 
Le mouvement fit tache d'huile dans toute la Baie, et les autorités coloniales s'inquiétèrent de la fuite de la main-d'œuvre servile, dont les effectifs avaient déjà été lourdement atteints par des épidémies les deux décennies précédentes. 
Selon les Jésuites, alors chargé de l'évangélisation des Indiens, les esclaves en fuite brûlaient les propriétés de leurs maîtres, les moulins à sucre (engenho), etc., et tuaient ces derniers avant de partir. Un témoignage légèrement divergent d'Álvaro Rodrigues, l'un des planteurs envoyés pour réprimer l'hérésie, affirmait que les esclaves se révoltaient contre leurs maîtres si ceux-ci leur interdisaient de pratiquer ce nouveau culte syncrétique .
Le gouverneur de Bahia, Manoel Telles Barreto, les Jésuites, l'évêque et le conseil municipal de Salvador se coalisèrent alors pour écraser la Santidade. Une expédition militaire menée par le planteur Bernaldimo Ribeiro da Gram fut ainsi organisée, celle-ci brûlant le temple, les idoles et s'emparant des livres sacrés qu'il ramena au gouverneur. D'autres planteurs, les mamelucos Álvaro Rodrigues et son frère Rodrigo Martins, furent envoyés réprimer les autres foyers d'hérésie . 
Un Inquisiteur spécial fut dépêché à Bahia, établissant une section locale de la Congrégation de l'inquisition romaine, et des procès furent organisés en 1591-1592 . Un Indien, Antonio, fut en particulier jugé, accusé d'être l'un des chefs du mouvement. Il aurait été pendu par les Indiens, à la demande du gouverneur, à moins qu'il ne se soit enfui. La « Mère de Dieu », elle, fut transportée de force au Portugal. Le planteur Cabral, propriétaire de la plantation de Jaguaripe, fut accusé par l'Inquisition d'avoir été trop tolérant envers la secte, et fait emprisonné, puis banni du pays pendant deux ans. Un autodafé fut aussi organisé par l'Inquisition .
Le terme de santidade fut utilisé par la suite comme synonyme de mocambo ou de quilombos, c'est-à-dire des communautés d'esclaves fugitifs, telles celle de Palmares au XVIIe siècle . Selon Gonçalo Fernandes, les adeptes de cette secte appelaient leur culte santidade , terme aussi utilisé pour décrire l'état mystique dans lequel ils entraient.

## Historiographie
Les procès fournissent les principales sources de ce mouvement.
Pour l'historien José Calasans (1952), la Santidade de Jaguaripe s'insérait dans la tradition messianique des Amérindiens, et plus particulièrement des caraíbas, des individus émergeant parmi les Amérindiens du Brésil et considérés comme dotés de pouvoirs surnaturels . Alida Metcalf (1999) insiste plutôt sur la composante de résistance politique et de syncrétisme propre au mouvement, lié au phénomène de l'esclavage . Elle souligne par exemple que le jésuite José de Anchieta avait dépeint l'Apocalypse dans sa pièce Na Vila de Vitória, jouée à Salvador, et qui aurait pu influencer la secte.